# Lövsta IP
Lövsta idrottsplats är en idrottsplats på Frösön i Östersunds kommun som främst används för skridskoåkning. Här har bland annat internationella skridskoåkningstävlingar avgjorts[källa behövs].